# Marjory Stephenson
Marjory Stephenson (1885 - 1948) va ser una bioquímica i microbiòloga britànica i una de les dues primeres dones elegida membre de la Royal Society, el 1945.
Destacà com a microbiòloga (el seu text Bacterial Metabolism va convertir-se en manual de referència durant dècades) i inventà un mètode per separar els enzims dels bacteris. A més a més va estudiar el metabolisme de diversos microorganismes. Va escriure Bacterial Metabolism (1930), del que s'arribaren a publicar fins a tres edicions i es va considerar com llibre de referència per a les següents generacions de microbiòlegs. Fou fundadora de la Societat de Microbiologia General, arribant a desenvolupar el càrrec de president. L'any 1953, la Societat va establir un premi, amb el seu nom, de fet el premi principal de la Societat, atorgat cada dos anys per la seva distingida contribució d'importància actual en microbiologia.